# Hospital Kasr El Aini
El Hospital Kasr El Aini (en árabe: قصر العيني) es un hospital universitario y de investigación de El Cairo, Egipto. Este hospital está afiliado a la Facultad de Medicina de la Universidad de El Cairo.
En 1827, se estableció una escuela de medicina y se unió a un hospital militar en Abo Zabal. El médico francés Clot Beck (Antoine Clot) se convirtió en el primer director de la escuela de medicina y del hospital.  En  1837, la Facultad de Medicina y el hospital se trasladaron a la zona de 'Kasr El Aini' en El Cairo. El hospital entonces fue renombrado como "Hospital de Kasr El Aini"